# Cantina Band

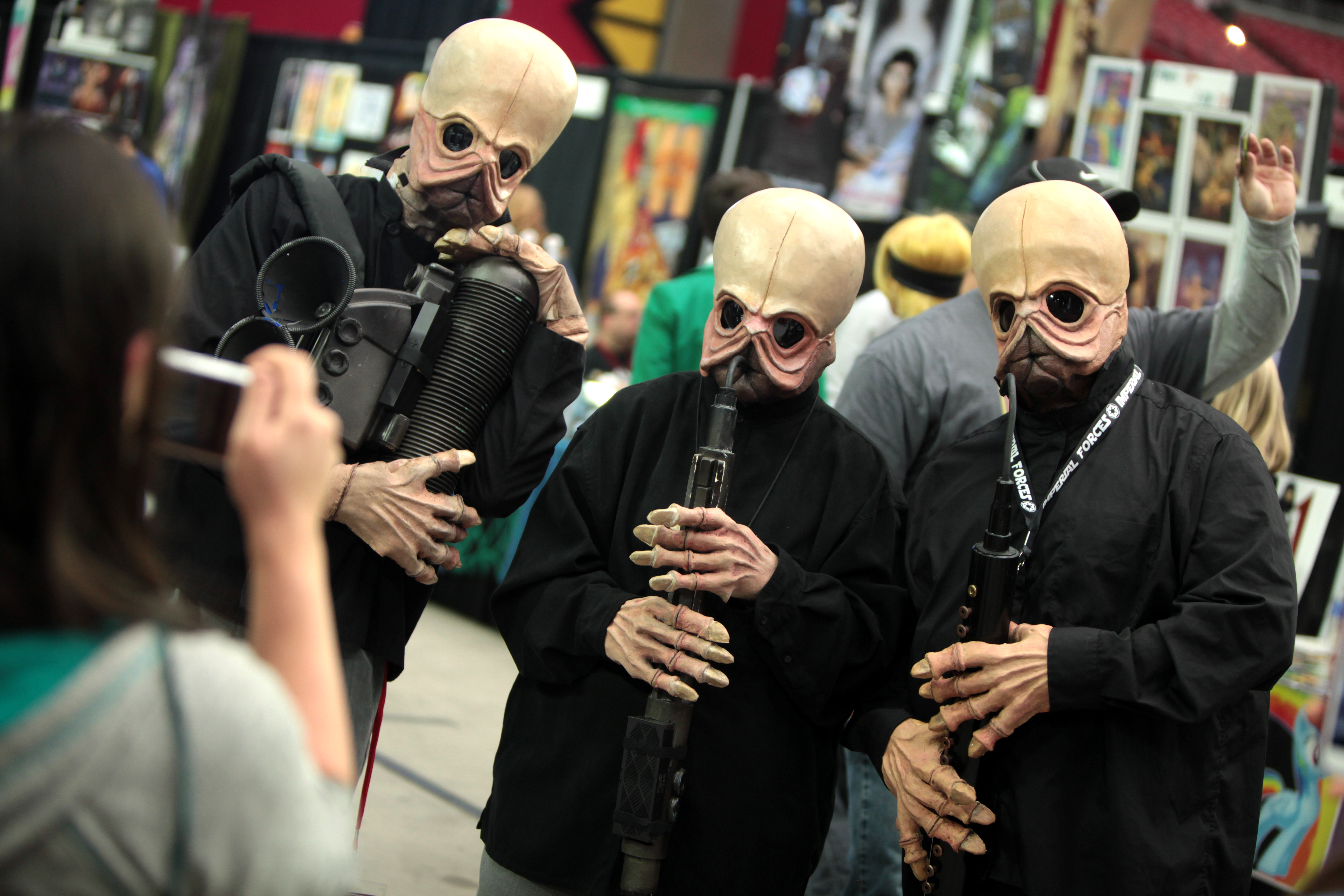
Cosplayer als Cantina Band (Phoenix Comicon Fan Fest 2014)

Cantina Band ist die Bezeichnung einer fiktiven Musikgruppe, die im Film Krieg der Sterne (Star Wars) von 1977 auftrat und Kultstatus erreichte.

## Auftritt im Film
Die Band spielt in der Stadt Mos Eisley auf dem Wüstenplaneten Tatooine in der düsteren Kellerkneipe Cantina, wohin der weise Obi-Wan Kenobi seinen jungen Schüler Luke Skywalker führt. Die Bar ist mit Aliens der unterschiedlichsten Art bevölkert, im Hintergrund spielt die Band, deren eigentlicher Name „The Modal Nodes“ ist und die aus sieben außerirdischen Musikern besteht. Die Bandmitglieder gehören alle der Spezies der Bith an und stammen vom Planeten Clak’dor VII; sie haben große, weiße Glatzköpfe mit großen, schwarzen Augen und klauenförmige Finger. Der Frontmann der Band heißt Figrin D’an, Spitzname „Fiery“ (der Feurige). Fiery spielt ein Kloo-Horn, seine Bandkollegen Fanfare, Omnibox und ein dorenianisches Beschniquel. Die Liveband spielt diegetische Musik, also Musik, die ihren Ursprung in der Handlung hat.

## Entstehungsgeschichte
Bereits im ersten, noch sehr kurzen Entwurf des Drehbuchs war die Kneipenszene enthalten, die im Film dann nach etwa einer Viertelstunde erscheint. Die Außenaufnahmen zur Cantina-Szene wurden in Tunesien gedreht, die Innenaufnahmen in den Londoner Elstree Studios, die Aufnahmen der Band jedoch erst später in Hollywood. Aus Kostengründen wurden die Kostüme von einer Gruppe der Maskenbildner getragen, darunter Rick Baker (später unter anderem Oscar-prämiert für Men in Black) und Phil Tippett (später unter anderem Oscar-prämiert für Jurassic Park). Die Details zur Band wie Namen, Herkunft und Musikstil wurden aufgrund der regen Nachfrage nachträglich erfunden.

## Die Musik
George Lucas gab dem Komponisten der Filmmusik John Williams den Hinweis: „Stell dir vor, dass Wesen in der Zukunft Swing-Musik aus den 1930er Jahren von Benny Goodman finden, in einer Zeitkapsel oder unter einem Stein. Wie würden sie versuchen, diese Musik zu interpretieren?“ („Can you imagine several creatures in a future century finding some 1930s Benny Goodman swing band music in a time capsule or under a rock someplace — and how they might attempt to interpret it?“). Williams versammelte neun Jazzmusiker im Studio, mit drei Saxofonen, einer Klarinette, einer Trompete, einer Steeldrum, einem E-Piano, einem Synthesizer und einigen Perkussionsinstrumenten. Die Musik orientiert sich an der von Benny Goodman (Beispiel: Sing, Sing, Sing), verbindet traditionellen Jazz mit afrokaribischen Klängen und wurde abschließend noch elektronisch verfremdet. Das Stück erhielt den Titel Mad About Me; es wurde auch bekannt als der Cantina Band Song oder kurz der Cantina Song.
Tatsächlich spielt die Cantina Band in der Szene noch einen zweiten Song namens If I Only Could Let Go and Cry. Bisweilen ist auch von Cantina Band 1 und Cantina Band 2 die Rede. Beide Songs sind Instrumentalstücke, die von John Williams komponiert wurden. Der Musikstil wird als „Jizz“ bezeichnet.

## Nachwirkung
Es gibt zahlreiche Interpretationen des Cantina Songs, von Amateur-Interpreten ebenso wie von klassischen Orchestern, etwa dem Danish National Symphony Orchestra und dem BBC Concert Orchestra. Die Coverversionen entstanden in den unterschiedlichsten Musikstilen, darunter Ragtime, Bluegrass, Heavy Metal und A capella.
1977, kurz nach Erscheinen des Films, brachte der US-amerikanische Musiker Meco den Song Star Wars Theme/Cantina Band heraus, der auch auf seinem Album Star Wars and Other Galactic Funk enthalten ist. Die Single erreichte im Oktober 1977 Platz 1 der Billboard Hot 100 sowie der kanadischen Top Singles Charts. Auch in anderen Ländern war der Song, ein Disco-Medley aus dem Star Wars Theme und dem Cantina Song, erfolgreich. Zudem ist der Song im Guinness Buch der Rekorde verzeichnet, als einzige Instrumental-Single, die sich in den USA über zwei Millionen Mal verkaufte.
Die isländische Musikerin Björk erklärte ihren Mitmusikern bei den Aufnahmen zu dem Song Ovule ihres Albums Fossora (2022), es solle so klingen wie die Cantina Band.
Auch die Band Coldplay wurde bei ihrem Album Music of the Spheres (2021) unter anderem von der Cantina Band inspiriert, ebenso wie die Band Animal Collective bei ihrem Album Centipede Hz (2021). Die Band Ash veröffentlichte eine Coverversion des Cantina Songs als B-Seite ihrer Single Girl From Mars (1995).